# Hans-Joachim Rhinow
Hans-Joachim Rhinow (* 18. November 1921 in Berlin; † 8. März 2017 ebenda) war ein deutscher Komponist und Arrangeur. Er wirkte auch unter dem Pseudonym Frank Harvest.

## Leben
Rhinow lernte in seiner Kindheit autodidaktisch Klavierspielen und versuchte sich im Alter von neun Jahren erstmals an Arrangements und eigenen Kompositionen. Sein Vater, obwohl selbst Konzertmeister, wünschte sich, dass sein Sohn einen „ordentlichen“ Beruf erlernte. Nachdem Rhinow das Abitur bestand wurde er im Zweiten Weltkrieg zum Wehrdienst eingezogen. Im Jahr 1943 geriet er im Alter von 21 Jahren in englisch-amerikanische Kriegsgefangenschaft, er kam durch „halb Europa und Afrika, durch Großbritannien und die Vereinigten Staaten“. In dieser Zeit konnte sich Rhinow in Komposition sowie Arrangement fortbilden und fasste den Entschluss, nach seiner Heimkehr Komposition studieren zu wollen. Genau so kam es schließlich im Jahr 1947, als Rhinow 26-jährig zurückkehrte und ein Musikstudium mit Hauptfach Komposition an der Musikhochschule Berlin begann. Er verbesserte außerdem seine Fähigkeiten am Klavier, Saxophon und Akkordeon. Erste Aufträge für Arrangements erhielt er 1957, es folgten weitere von diversen Rundfunksendern, wie dem SFB, WDR, NDR, SWF und BR, für deren jeweilige Orchester. Zudem schrieb er unter anderem für die Bands von Max Greger, Ambros Seelos sowie für René Kollo, Caterina Valente und Roberto Blanco.
Im Jahr 1968 erhielt Rhinow über den WDR den Auftrag, Arrangements für das Polizeiorchester Berlin zu verfassen. Aus dem ursprünglich eher zufälligen Kontakt mit der Blasmusik entwickelte sich bald eine längerfristige Zusammenarbeit mit dem Herbert Domagalla, dem Leiter des Polizeiorchesters. Durch das Erringen des 1. Preises bei dem vom WDR gemeinsam mit der Bundeswehr veranstalteten Kompositionswettbewerb Moderne Blasmusik 1971 und 1973 wurde auch der Militärmusikdienst auf Hans-Joachim Rhinow aufmerksam und er komponierte und arrangierte für alle Musikkorps der Bundeswehr. Die Siegerstücke beim Wettbewerb waren die Ouvertüren Airport und Avocados.
Rhinow starb am 8. März 2017 im Alter von 95 Jahren in seiner Heimatstadt Berlin.

## Werke (Auswahl)
- Airport, Ouvertüre (Seifert)
- Avocados, Ouvertüre (Inntal)
- Cocanada (Seifert)
- Europa-Signal (Rundel)
- Fair Play, Ouvertüre (Seifert)
- Fiesta Mexicana, Fantasie (Apollo-Verlag 1972)
- Krimi-Szenen, Suite (Seifert)
- Operetten-Gala (Inntal)
- Russische Impressionen (Apollo-Verlag 1970)
- Tornado, Furioso in Swing (Inntal 1984)